# Conclave del 1914
Il conclave del 1914 venne convocato a seguito della morte di papa Pio X, avvenuta a Roma il 20 agosto dello stesso anno. Si svolse nella Cappella Sistina dal 31 agosto al 3 settembre e, dopo dieci scrutini, venne eletto papa il cardinale Giacomo della Chiesa, arcivescovo di Bologna, che assunse il nome di Benedetto XV. L'elezione venne annunciata dal cardinale protodiacono Francesco Salesio Della Volpe.

## Situazione generale

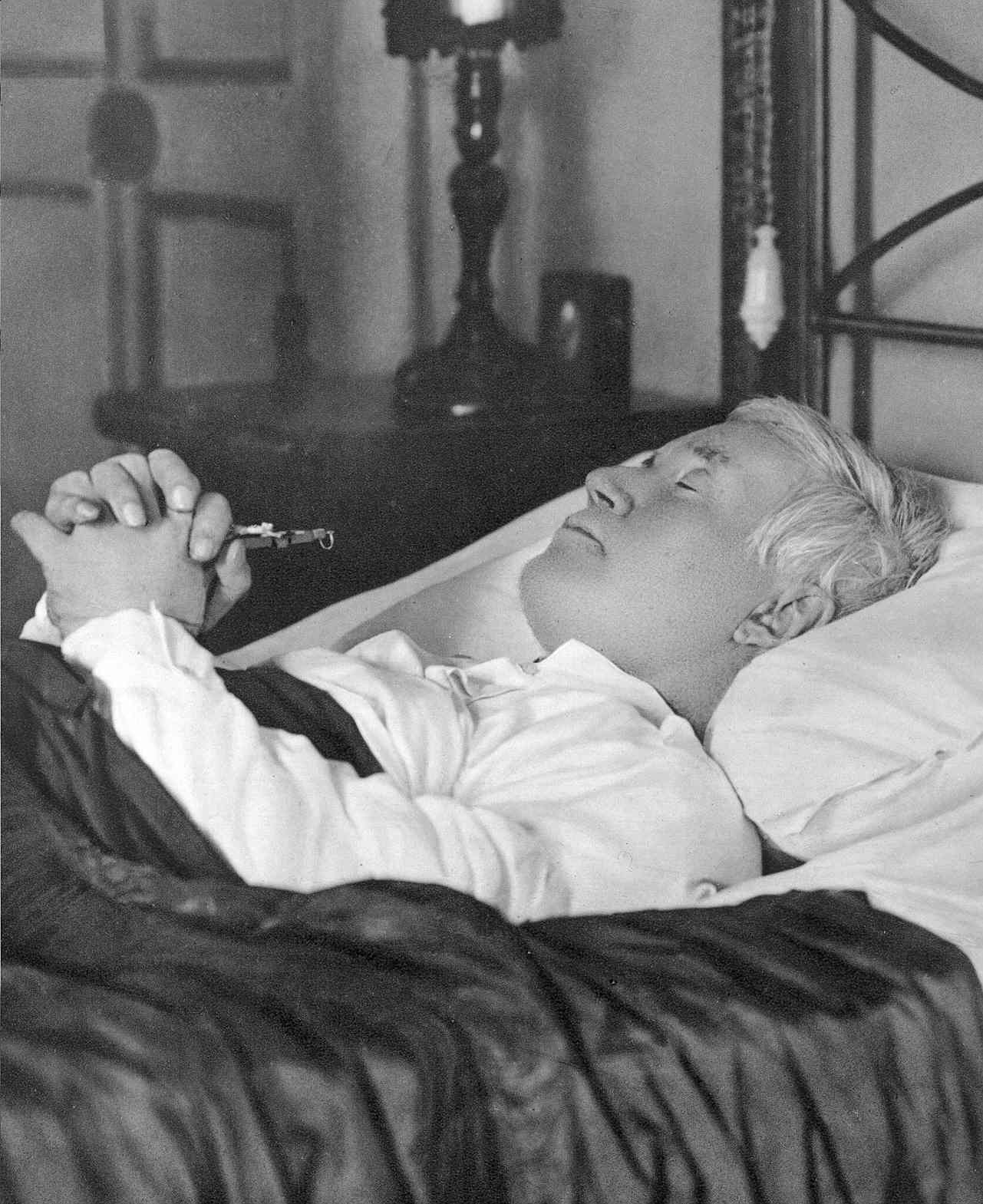
Pio X, appena deceduto, composto nel letto della sua camera

A partire dal 15 agosto 1914 la salute di Pio X declinò repentinamente: febbre e complicazioni polmonari lo portarono alla morte, avvenuta il 20 agosto in conseguenza di polmonite e pericardite, proprio mentre l'Europa si incendiava dei primi combattimenti della grande guerra. La prima guerra mondiale, da poco scoppiata, rese impossibile l'elezione di un candidato che fosse espressione o sostenitore di una delle parti belligeranti. La neutralità dell'Italia rendeva plausibile l'elezione di un italiano, però i cardinali erano intenzionati a escludere anche coloro che erano stati nunzi apostolici in nazioni ora in guerra, tanto più se avevano anche parteggiato per una delle varie fazioni. Inoltre incombeva sul conclave anche la questione del rapporto Chiesa-Stato: il papato aveva denunciato la separazione tra Chiesa e Stato in Francia e Portogallo, mentre la questione romana era una ferita ben lungi dal rimarginarsi. L'estrema intransigenza di Pio X nei confronti del modernismo assicurò che al conclave si delineassero due fazioni nettamente contrapposte, i progressisti e gli integrazionisti (conservatori), con pochissima presenza di moderati.
Considerata appunto l'emergenza bellica, il sacro collegio sembrò maggiormente indirizzato a proporre candidature moderate. Alla morte di Pio X erano viventi 65 cardinali, di cui 45 sue creature. I cardinali partecipanti furono 57, di cui 9 francesi, 8 austro-ungarici e 5 spagnoli. Altri 8 cardinali erano assenti. I due terzi necessari all'elezione erano costituiti da 38 voti.

## Le votazioni
Il conclave si aprì il 31 agosto 1914, con la messa del Santo Spirito celebrata nella Cappella Paolina dal cardinale Domenico Ferrata. Fin dal primo scrutinio, il 1º settembre 1914, emersero tre possibili candidati: l'arcivescovo di Pisa cardinale Pietro Maffi, considerato liberale e attento ai problemi sociali ma inviso ad alcuni a causa della sua simpatia verso Casa Savoia; il cardinale Giacomo della Chiesa, arcivescovo di Bologna e il cardinale Domenico Serafini, benedettino e seguace della linea di Pio X.
I progressisti controllavano tra i 26 e i 29 voti, mentre gli integralisti tra i 20 e i 23. Nel primo scrutinio Pietro Maffi ottiene 12 voti come della Chiesa e nelle due successive votazioni i due candidati risultarono pressoché appaiati. Nel quarto scrutinio della Chiesa aveva 18 voti mentre Maffi si fermò a 16. Nel quinto scrutinio della Chiesa salì a 21 mentre Maffi perse due voti. Il 2 settembre, nel sesto scrutinio della Chiesa avanzò a 27, nel settimo a 31 e nell'ottavo a 32. Nel frattempo la fazione integralista, vista l'impossibilità di continuare a sostenere Maffi, insisteva su Domenico Serafini con un pacchetto di ben 24 voti. Essa puntava, quindi, ad impedire a della Chiesa il raggiungimento del quorum e la sua conseguente messa da parte. Sembrò che il conclave fosse giunto a un punto morto ma nel nono scrutinio i sostenitori di della Chiesa guadagnarono due voti e nel decimo l'arcivescovo di Bologna raggiunse esattamente il quorum di 38 voti.
Poiché della Chiesa fu eletto per un solo voto, si procedette a controllare che egli non avesse votato per se stesso, cosa che avrebbe reso nulla l'elezione. Secondo le regole in vigore all'epoca, ogni scheda aveva un numero sul retro. Aperta la scheda del neoeletto si accertò che il suo voto era stato leale. L'elezione fu così ritenuta valida e il cardinale della Chiesa assunse il nome di Benedetto XV.
La pubblicazione del diario del cardinale Friedrich Gustav Piffl, nel 1963, mise a disposizione degli studiosi i voti del conclave del 1914 e del conclave del 1922. Piffl non intendeva violare la segretezza del conclave e aveva ordinato che il diario fosse bruciato alla sua morte. Tuttavia, qualcuno evitò di darlo alle fiamme e l'archivista Max Liebmann poté pubblicarlo.

### Esiti delle votazioni
Mattina del 1º settembre, primo scrutinio
- Pietro Maffi, 12 voti.
- Giacomo della Chiesa, 12 voti.
- Basilio Pompilj, 9 voti.
- Rafael Merry del Val, 7 voti.
- Domenico Serafini, 4 voti.
- Domenico Ferrata, 2 voti.
- Bartolomeo Bacilieri, 2 voti.
- Pietro Gasparri, 1 voto.
- Diomede Falconio, 1 voto.
- Antonio Agliardi, 1 voto.
- Andrea Carlo Ferrari, 1 voto.
- Girolamo Maria Gotti, 1 voto.
- Gaetano De Lai, 1 voto.
- Giuseppe Francica-Nava de Bondifè, 1 voto.

Mattina del 1º settembre, secondo scrutinio
- Pietro Maffi, 16 voti.
- Giacomo della Chiesa, 16 voti.
- Basilio Pompilj, 10 voti.
- Rafael Merry del Val, 7 voti.
- Domenico Sefarini, 2 voti.
- Domenico Ferrata, 2 voti.
- Bartolomeo Bacilieri, 1 voto.
- Agostino Richelmy, 1 voto.

Pomeriggio del 1º settembre, terzo scrutinio
- Pietro Maffi, 16 voti.
- Giacomo della Chiesa, 16 voti.
- Basilio Pompilj, 9 voti.
- Rafael Merry del Val, 7 voti.
- Domenico Serafini, 2 voti.
- Agostino Richelmy, 2 voti.
- Domenico Ferrata, 1 voto.

Pomeriggio del 1º settembre, quarto scrutinio
- Giacomo della Chiesa, 18 voti.
- Pietro Maffi, 16 voti.
- Basilio Pompilj, 9 voti.
- Rafael Merry del Val, 6 voti.
- Domenico Serafini, 2 voti.
- Domenico Ferrata, 1 voto.
- Agostino Richelmy, 1 voto.

Mattina del 2 settembre, quinto scrutinio
- Giacomo della Chiesa, 20 voti.
- Pietro Maffi, 13 voti.
- Domenico Serafini, 10 voti.
- Bartolomeo Bacilieri, 1 voto.
- Agostino Richelmy, 1 voto.
- Giuseppe Francica-Nava de Bondifè, 1 voto.
- Willem Marinus van Rossum, 1 voto.

Mattina del 2 settembre, sesto scrutinio
- Giacomo della Chiesa, 27 voti.
- Domenico Serafini, 17 voti.
- Pietro Maffi, 7 voti.
- Basilio Pompilj, 2 voti.
- Agostino Richelmy, 1 voto.
- Giuseppe Francica-Nava de Bondifè, 1 voto.

Pomeriggio del 2 settembre, settimo scrutinio
- Giacomo della Chiesa, 31 voti.
- Domenico Serafini, 21 voti.
- Pietro Maffi, 2 voti.
- Agostino Richelmy, 1 voto.
- Giuseppe Francica-Nava de Bondifè, 1 voto.

Pomeriggio del 2 settembre, ottavo scrutinio
- Giacomo della Chiesa, 32 voti.
- Domenico Serafini, 24 voti.
- Agostino Richelmy, 1 voto.
- Giuseppe Francica-Nava de Bondifè, 1 voto.

Mattina del 3 settembre, nono scrutinio
- Giacomo della Chiesa, 34 voti.
- Domenico Serafini, 22 voti.
- Agostino Richelmy, 1 voto.
- Giuseppe Francica-Nava de Bondifè, 1 voto.

Mattina del 3 settembre, decimo scrutinio
- Giacomo della Chiesa, 38 voti (eletto papa).
- Domenico Serafini, 18 voti.
- Agostino Richelmy, 1 voto.
- Giuseppe Francica-Nava de Bondifè, 1 voto.

## Cardinali alla morte di Pio X

### Presenti in conclave
| Nome                                           | Paese                  | Titolo                                                                                  | Ruolo | Nascita    | Concistoro  |
| ---------------------------------------------- | ---------------------- | --------------------------------------------------------------------------------------- | --- | ---------- | ----------- |
| Serafino Vannutelli                            | Italia                 | Cardinale vescovo di Porto e Santa Rufina e di Ostia                                    | Decano del Collegio Cardinalizio, Penitenziere Maggiore, Cardinale protettore dell'Almo Collegio Capranica, Prefetto della Congregazione del Cerimoniale                     | 26/11/1834 | 14/03/1887  |
| José María Martín de Herrera y de la Iglesia   | Regno di Spagna        | Cardinale presbitero di Santa Maria in Traspontina                                      | Arcivescovo metropolita di Santiago di Compostela | 26/08/1835 | 19/04/1897  |
| Antonio Agliardi                               | Italia                 | Cardinale vescovo di Albano, Cardinale presbitero In commendam di San Lorenzo in Damaso | Cancelliere di Santa Romana Chiesa | 04/09/1832 | 22/06/1896  |
| Joaquim Arcoverde de Albuquerque Cavalcanti    | Brasile                | Cardinale presbitero dei Santi Bonifacio e Alessio                                      | Arcivescovo metropolita di São Sebastião do Rio de Janeiro, Gran priore per il Brasile-Rio de Janeiro dell'Ordine Equestre del Santo Sepolcro di Gerusalemme                 | 17/01/1850 | 11/12/1905  |
| Giacomo della Chiesa                           | Italia                 | Cardinale presbitero di Santi Quattro Coronati                                          | Arcivescovo di Bologna, eletto papa | 21/11/1854 | 25/05/1914  |
| Rafael Merry del Val y Zulueta                 | Regno di Spagna        | Cardinale presbitero di Santa Prassede                                                  | Cardinale Segretario di Stato, Arciprete della Basilica di San Pietro in Vaticano; Presidente della Fabbrica di San Pietro; Segretario della Congregazione del Sant’Uffizio; | 10/10/1865 | 09/11/1903  |
| Giulio Boschi                                  | Italia                 | Cardinale presbitero di San Lorenzo in Panisperna                                       | Arcivescovo di Ferrara, Vescovo di Comacchio | 02/03/1838 | 15/04/1901  |
| Friedrich Gustav Piffl                         | Impero austro-ungarico | Cardinale presbitero di San Marco                                                       | Arcivescovo metropolita di Vienna | 15/10/1864 | 25/05/1914  |
| Francesco di Paola Cassetta                    | Italia                 | Cardinale vescovo di Frascati                                                           | Prefetto della Congregazione degli studi, Bibliotecario e Archivista di Santa Romana Chiesa, Prefetto della Congregazione del Concilio                                       | 12/08/1841 | 19/06/1899  |
| Léon-Adolphe Amette                            | Francia                | Cardinale presbitero di Santa Sabina                                                    | Arcivescovo di Parigi, Primate di Francia | 06/09/1850 | 27/11/1911  |
| Aristide Cavallari                             | Italia                 | Cardinale presbitero pro illa vice di Santa Maria in Cosmedin                           | Patriarca di Venezia | 08/02/1849 | 15/04/1907  |
| José María Cos y Macho                         | Regno di Spagna        | Cardinale presbitero di Santa Maria del Popolo                                          | Arcivescovo di Valladolid | 06/08/1838 | 27/11/1911  |
| Francesco Salesio Della Volpe                  | Italia                 | Cardinale diacono di Santa Maria in Aquiro, Cardinale protodiacono                      | Camerlengo di Santa Romana Chiesa | 24/12/1844 | 19/06/1899  |
| Francis Alphonsus Bourne                       | Regno Unito            | Cardinale presbitero di Santa Pudenziana                                                | Arcivescovo metropolita di Westminster, Primate d'Inghilterra e Galles | 23/03/1861 | 27/11/1911  |
| Angelo Di Pietro                               | Italia                 | Cardinale presbitero di San Lorenzo in Lucina                                           | Datario apostolico | 22/05/1828 | 16/01/1893  |
| Franziskus von Bettinger                       | Impero tedesco         | Cardinale presbitero di San Marcello                                                    | Arcivescovo metropolita di Monaco e Frisinga, Gran priore per la Germania dell'Ordine Equestre del Santo Sepolcro di Gerusalemme                                             | 17/09/1850 | 25/05/1914  |
| Michele Lega                                   | Italia                 | Cardinale diacono e presbitero pro hac vice di Sant'Eustachio                           | Decano emerito della Rota Romana | 01/01/1860 | 25/05/1914  |
| Diomede Falconio                               | Italia                 | Cardinale vescovo Velletri                                                              | Delegato apostolico emerito negli Stati uniti d'America | 20/09/1842 | 27/11/1911  |
| John Murphy Farley                             | Stati Uniti            | Cardinale presbitero di Santa Maria sopra Minerva                                       | Arcivescovo di New York | 20/04/1842 | 27/11/1911  |
| Pietro Maffi                                   | Italia                 | Cardinale presbitero di San Crisogono                                                   | Arcivescovo metropolita di Pisa | 12/10/1858 | 15/04/1907  |
| José Sebastião d'Almeida Neto                  | Portogallo             | Cardinale presbitero di Santi XII Apostoli, Cardinale protopresbitero                   | Patriarca emerito di Lisbona | 08/02/1841 | 24/03/1884  |
| Alessandro Lualdi                              | Italia                 | Cardinale presbitero dei Santi Andrea e Gregorio al Monte Celio                         | Arcivescovo metropolita di Palermo | 12/08/1858 | 15/04/1907  |
| Andrea Carlo Ferrari                           | Italia                 | Cardinale presbitero di San Girolamo dei Croati                                         | Arcivescovo di Milano | 13/08/1850 | 18/05/1894  |
| Willem Marinus van Rossum                      | Paesi Bassi            | Cardinale diacono di San Cesareo in Palatio                                             | Presidente della Pontificia Commissione per gli Studi Biblici; | 03/09/1854 | 27/11/1911  |
| Basilio Pompilj                                | Italia                 | Cardinale presbitero di Santa Maria in Ara Coeli                                        | Vicario generale di Sua Santità per la Diocesi di Roma; Arciprete della Basilica di San Giovanni in Laterano                                                                 | 16/04/1858 | 27/11/1911  |
| Domenico Ferrata                               | Italia                 | Cardinale presbitero di Santa Prisca                                                    | Segretario della Congregazione del Sant'Uffizio, Arciprete della Basilica di San Giovanni in Laterano, Cardinale protettore della Pontificia accademia ecclesiastica         | 04/03/1847 | 22/06/1896  |
| Victoriano Guisasola y Menéndez                | Regno di Spagna        | Cardinale presbitero dei Santi Quattro Coronati                                         | Arcivescovo metropolita di Toledo, Primate di Spagna, Patriarca titolare delle Indie Occidentali                                                                             | 21/04/1852 | 25/05/1914] |
| Filippo Giustini                               | Italia                 | Cardinale diacono di Sant'Angelo in Pescheria                                           | Segretario emerito della Congregazione dei Sacramenti | 08/05/1852 | 25/05/1914  |
| Louis-Henri-Joseph Luçon                       | Francia                | Cardinale presbitero di Santa Maria Nuova                                               | Arcivescovo metropolita di Reims | 28/10/1842 | 16/12/1907  |
| Girolamo Maria Gotti                           | Italia                 | Cardinale presbitero di San Silvestro in Capite                                         | Prefetto della Congregazione di Propaganda Fide, Presidente del Pontificio seminario romano dei santi apostoli Pietro e Paolo per le missioni estere                         | 29/03/1834 | 29/11/1895  |
| Felix von Hartmann                             | Impero tedesco         | Cardinale presbitero di San Giovanni a Porta Latina                                     | Arcivescovo di Colonia | 15/12/1851 | 25/05/1914  |
| Gaetano Bisleti                                | Italia                 | Cardinale diacono di Sant'Agata dei Goti                                                | Gran Priore di Roma del Sovrano Militare Ordine di Malta; Prefetto della Congregazione per i Seminari e le Università degli Studi;                                           | 20/03/1856 | 27/11/1911  |
| Károly Hornig                                  | Impero austro-ungarico | Cardinale presbitero di Sant'Agnese fuori le mura                                       | Vescovo di Veszprém | 10/08/1840 | 02/12/1912  |
| Gaetano De Lai                                 | Italia                 | Cardinale vescovo di Sabina                                                             | Segretario della Congregazione Concistoriale | 26/07/1853 | 16/12/1907  |
| János Csernoch                                 | Impero austro-ungarico | Cardinale presbitero di Sant'Eusebio                                                    | Arcivescovo metropolita di Strigonio | 18/06/1852 | 25/05/1914  |
| Pietro Gasparri                                | Italia                 | Cardinale presbitero di San Bernardo alle Terme Diocleziane                             | Presidente della Pontificia Commissione per la redazione del Codice di Diritto Canonico                                                                                      | 05/05/1852 | 16/12/1907  |
| Desiré-Félicien-François-Joseph Mercier        | Belgio                 | Cardinale presbitero di San Pietro in Vincoli                                           | Arcivescovo metropolita di Malines | 21/11/1851 | 15/04/1907  |
| Gennaro Granito Pignatelli di Belmonte         | Italia                 | Cardinale presbitero di Santa Maria degli Angeli                                        | Nunzio apostolico emerito in Austria-Ungheria | 10/04/1851 | 27/11/1911  |
| Louis Billot                                   | Francia                | Cardinale diacono di Santa Maria in Via Lata                                            | Teologo gesuita | 12/01/1846 | 27/11/1911  |
| Aristide Rinaldini                             | Italia                 | Cardinale presbitero di San Pancrazio fuori le mura                                     | Camerlengo del Collegio cardinalizio emerito | 05/02/1844 | 15/04/1907  |
| António Mendes Bello                           | Portogallo             | Cardinale presbitero dei Santi Marcellino e Pietro                                      | Patriarca di Lisbona | 18/06/1842 | 27/11/1911  |
| Agostino Richelmy                              | Italia                 | Cardinale presbitero di Santa Maria in Via                                              | Arcivescovo metropolita di Torino | 29/11/1850 | 18/06/1899  |
| Pierre-Paulin Andrieu                          | Francia                | Cardinale presbitero di Sant'Onofrio                                                    | Arcivescovo metropolita di Bordeaux | 07/12/1849 | 16/12/1907  |
| Antonio Vico                                   | Italia                 | Cardinale presbitero di San Callisto                                                    | Nunzio apostolico emerito in Spagna | 09/01/1847 | 27/11/1911  |
| Francis Aidan Gasquet                          | Regno Unito            | Cardinale diacono di San Giorgio in Velabro                                             | Presidente emerito della Congregazione Benedettina d'Inghilterra | 05/10/1846 | 25/05/1914  |
| Giuseppe Francica-Nava de Bondifè              | Italia                 | Cardinale presbitero dei Santi Giovanni e Paolo                                         | Arcivescovo di Catania | 23/07/1846 | 18/06/1899  |
| François-Marie-Anatole de Rovérié de Cabrières | Francia                | Cardinale presbitero di Santa Maria della Vittoria                                      | Vescovo di Montpellier | 30/08/1830 | 27/11/1911  |
| Ottavio Cagiano de Azevedo                     | Italia                 | Cardinale presbitero di San Lorenzo in Damaso                                           | Cancelliere di Santa Romana Chiesa | 07/11/1845 | 11/12/1905  |
| Enrique Almaraz y Santos                       | Regno di Spagna        | Cardinale presbitero di San Pietro in Montorio                                          | Arcivescovo metropolita di Siviglia, Gran priore per la Spagna Occidentale dell'Ordine Equestre del Santo Sepolcro di Gerusalemme                                            | 22/09/1847 | 27/11/1911  |
| Domenico Serafini                              | Italia                 | Cardinale presbitero di Santa Cecilia                                                   | Assessore emerito della congregazione del Sant'Uffizio | 03/08/1852 | 25/05/1914  |
| Hector-Irénée Sévin                            | Francia                | Cardinale presbitero della Santissima Trinità al Monte Pincio                           | Arcivescovo di Lione, Primate delle Gallie | 22/03/1852 | 25/05/1914  |
| Bartolomeo Bacilieri                           | Italia                 | Cardinale presbitero di San Bartolomeo all'Isola                                        | Vescovo di Verona | 28/03/1842 | 15/04/1901  |
| Michael Logue                                  | Regno Unito            | Cardinale presbitero di Santa Maria della Pace                                          | Arcivescovo metropolita di Armagh; Primate di tutta l'Irlanda, Gran priore per l'Irlanda dell'Ordine Equestre del Santo Sepolcro di Gerusalemme                              | 01/10/1840 | 16/01/1893  |
| Benedetto Lorenzelli                           | Italia                 | Cardinale presbitero di Santa Croce in Gerusalemme                                      | Prefetto della Congregazione degli Studi | 11/05/1853 | 15/04/1907  |
| Lev Skrbenský Hríste                           | Impero austro-ungarico | Cardinale presbitero di Santo Stefano al Monte Celio                                    | Arcivescovo di Praga, Primate di Boemia | 12/06/1863 | 15/04/1901  |
| Vincenzo Vannutelli                            | Italia                 | Cardinale vescovo di Palestrina                                                         | Prefetto del Supremo tribunale della segnatura apostolica, Arciprete della Basilica Liberiana di Santa Maria Maggiore;                                                       | 05/12/1836 | 30/12/1889  |
| Scipione Tecchi                                | Italia                 | Cardinale presbitero di Santa Maria in Domnica                                          | Pro-prefetto della Congregazione dei riti | 27/06/1854 | 25/05/1914  |

### Assenti in conclave
| Nome                                | Paese                  | Titolo                                                              | Ruolo | Nascita    | Concistoro |
| ----------------------------------- | ---------------------- | ------------------------------------------------------------------- | --- | ---------- | ---------- |
| François-Virgile Dubillard          | Francia                | Cardinale presbitero di Santa Susanna                               | Arcivescovo di Chambéry, assente per motivi di salute                                                                                  | 16/02/1845 | 27/11/1911 |
| William Henry O'Connell             | Stati Uniti            | Cardinale presbitero di San Clemente                                | Arcivescovo metropolita di Boston, arrivato dopo l'elezione                                                                            | 08/12/1859 | 27/11/1911 |
| Louis Nazaire Bégin                 | Canada                 | Cardinale presbitero dei Santi Vitale, Valeria, Gervasio e Protasio | Arcivescovo metropolita di Québec, Primate del Canada, arrivato dopo l'elezione                                                        | 10/01/1840 | 25/05/1914 |
| Giuseppe Antonio Ermenegildo Prisco | Italia                 | Cardinale presbitero di San Sisto                                   | Arcivescovo metropolita di Napoli, assente per motivi di salute                                                                        | 08/09/1833 | 30/11/1896 |
| James Gibbons                       | Stati Uniti            | Cardinale presbitero di San Sisto                                   | Arcivescovo metropolita di Baltimora, arrivato dopo l'elezione                                                                         | 23/07/1834 | 07/06/1886 |
| Sebastiano Martinelli               | Italia                 | Cardinale presbitero di Sant'Agostino                               | Prefetto della Congregazione dei riti, assente per motivi di salute                                                                    | 20/08/1848 | 15/04/1901 |
| Franziskus von Sales Bauer          | Impero austro-ungarico | Cardinale presbitero di San Girolamo dei Croati                     | Arcivescovo di Olomouc, Gran priore per l'Ungheria dell'Ordine Equestre del Santo Sepolcro di Gerusalemme assente per motivi di salute | 26/01/1841 | 27/11/1911 |
| Kolos Ferenc Vaszary                | Impero austro-ungarico | Cardinale presbitero dei Santi Silvestro e Martino ai Monti         | Arcivescovo emerito di Esztergom, assente per motivi di salute                                                                         | 12/02/1832 | 16/01/1893 |